# サンルイスオビスポ郡 (カリフォルニア州)
サンルイスオビスポ郡（英: San Luis Obispo County）は、アメリカ合衆国カリフォルニア州のセントラルコーストにある郡である。ロサンゼルス市とサンフランシスコ・ベイエリアの中間に位置する。人口は28万2424人（2020年）。郡庁所在地はサンルイスオビスポ市である。
サンルイスオビスポ郡はサンフランシスコやロサンゼルスから離れていることもあって、田園的な性格を残し、古いカリフォルニアの名残を豊富に留めている。通常「セントラル・コースト」と呼ばれるこの地域は、州内の他の海岸地域よりも田園が残り、農業に依存している。1772年にフニペロ・セラ神父がサンルイスオビスポ・デ・トロサ伝道所を設立し、その伝道所は今日でもサンルイスオビスポ市中心街の活動中心となっている。郡内には小規模の地域社会が海浜、海岸丘陵部およびサンタルシア山脈の山岳部に散らばっており、農業、漁業および観光業が盛んである。

## 歴史
サンルイスオビスポ郡の前史時代は、数千年前のミリングストーン・ホライズンの時代からここに定着したチュマシュ族インディアンの影響を強く受けてきた。例えば、モロベイやロスオソスのような海岸地域には重要な集落が存在した。

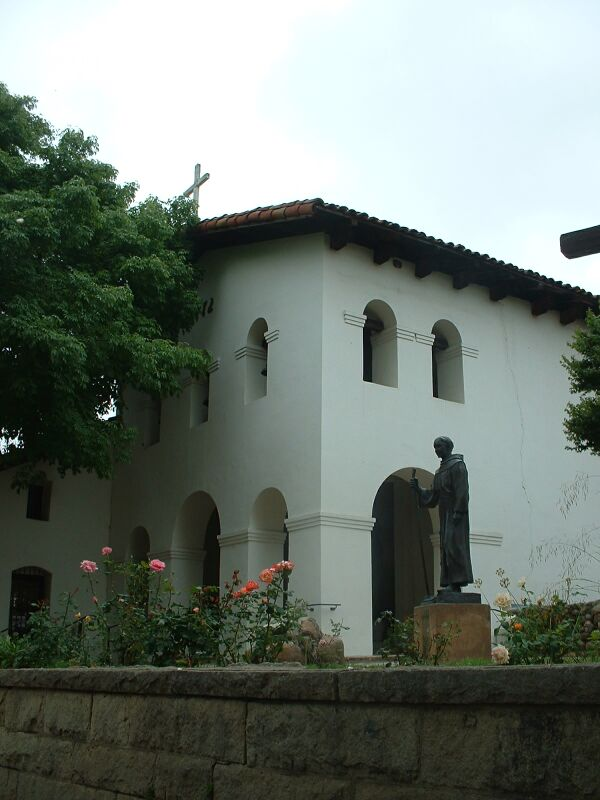
サンルイスオビスポ・デ・トロサ伝道所の玄関と鐘楼、教会の外にはフニペロ・セラ神父の彫像が立っている

サンルイスオビスポ・デ・トロサ伝道所が現在のサンルイスオビスポ市となった所に1772年9月1日に設立された。
サンルイスオビスポ郡は、1850年にカリフォルニアがアメリカ合衆国の州になったときからの郡である。

## 地理
アメリカ合衆国国勢調査局に拠れば、郡域全面積は3,616平方マイル (9,364 km2)であり、このうち陸地は3,304平方マイル (8,558 km2)、水域は311平方マイル (806 km2)で水域率は8.61%である。
スタインベックの小説に何度も登場するサリナス川バレーがサンルイスオビスポ郡から北に延びている。ソーダ湖に近いカリフォルニア・バレーは近代でも最も未開発の地域である。この地域やアメリカ国道101号線東の丘陵部を野生の花が咲く季節に旅すると大変美しい景観に接し、また土地のワイン醸造所でワインの試飲を楽しむこともできる。

### 国定自然保護地域
- カリゾ平原国立保護区（部分）
- グアダルーペ＝ニポモ砂丘国立野生生物保護区（部分）
- ロスパドレス国立の森（部分）

### 隣接する郡
- モントレー郡、北
- キングス郡、北東、
- カーン郡、東
- サンタバーバラ郡、南

## 都市と町

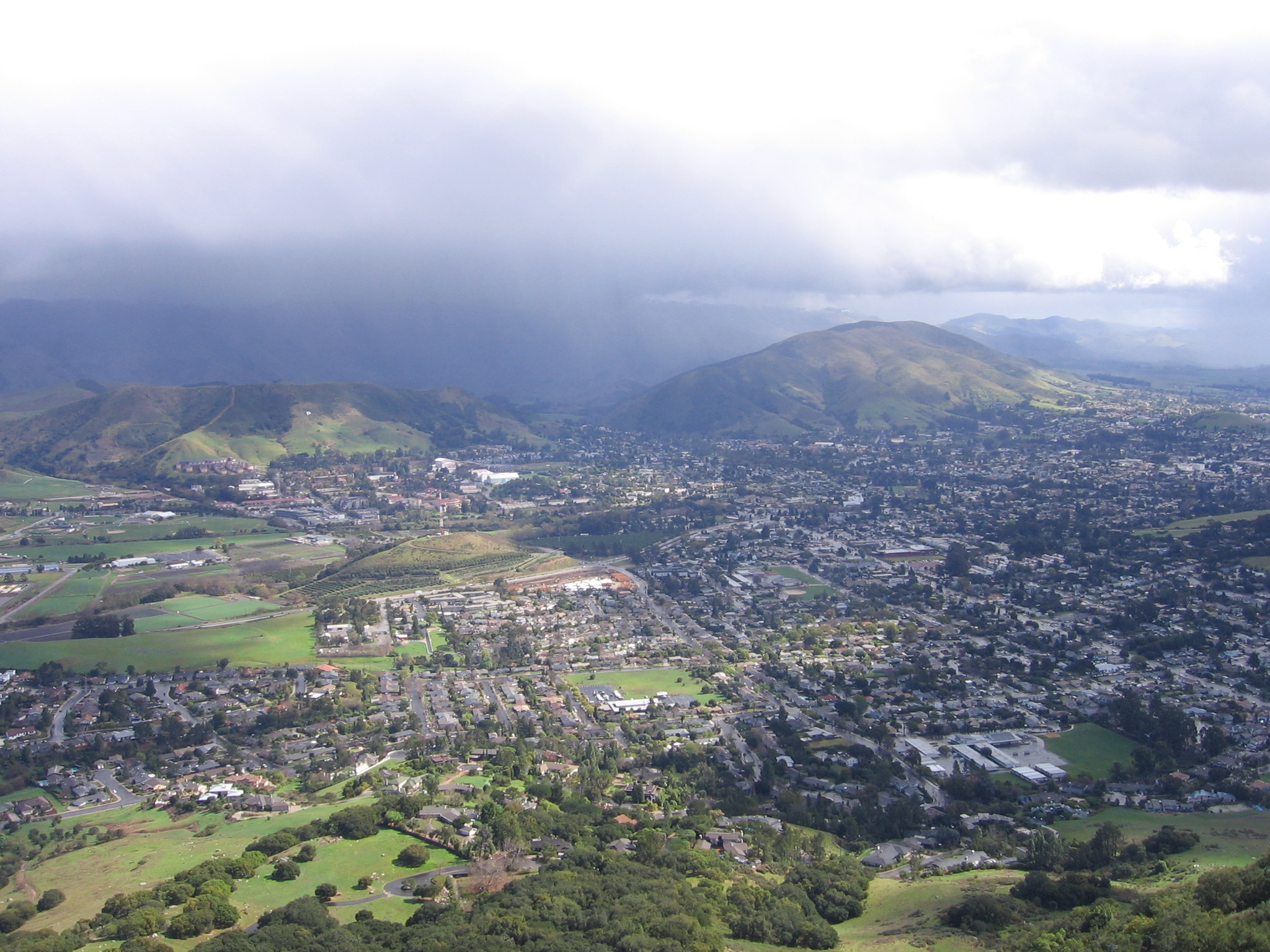
サンルイスオビスポ市

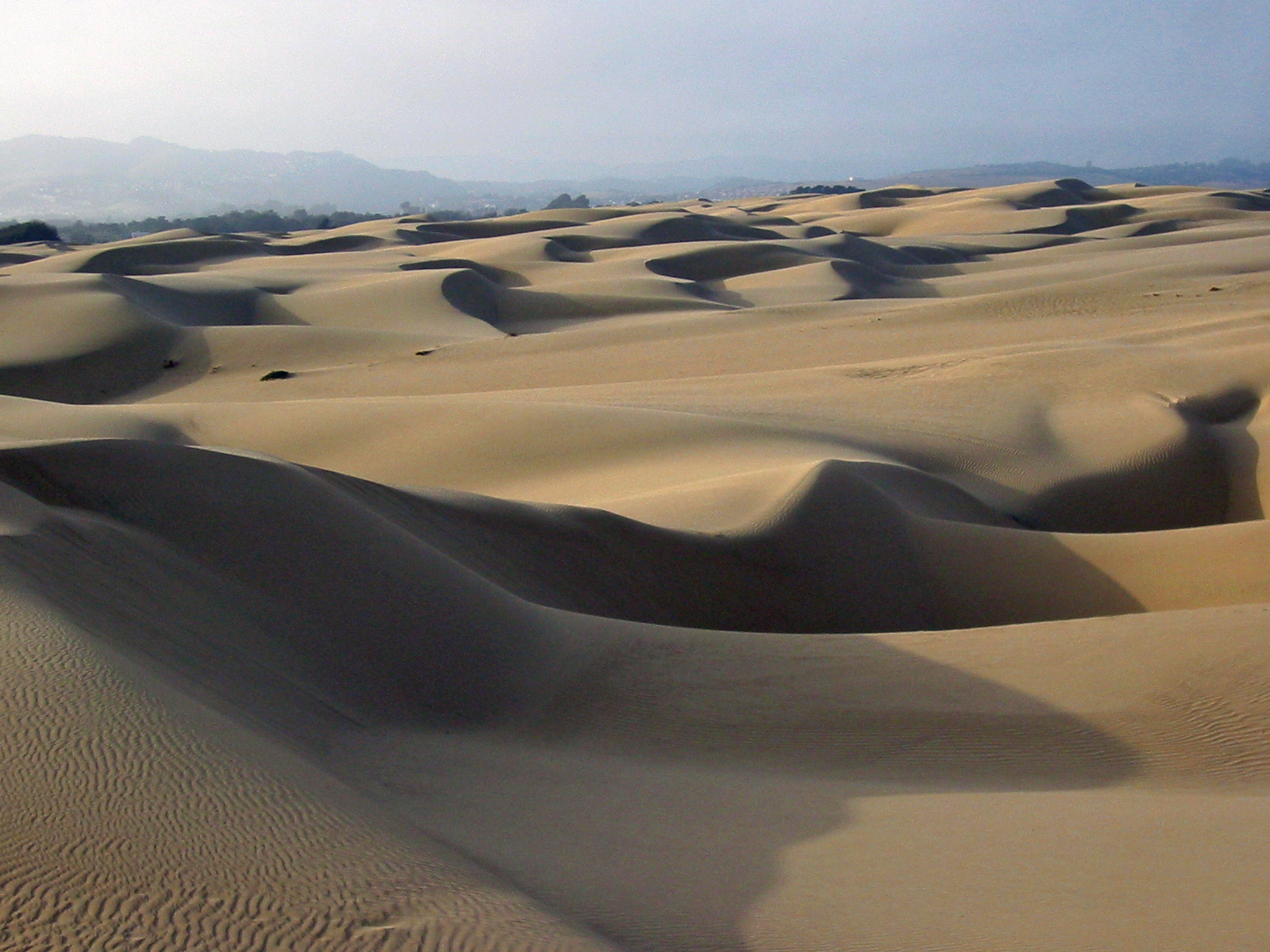
オセアノの砂丘

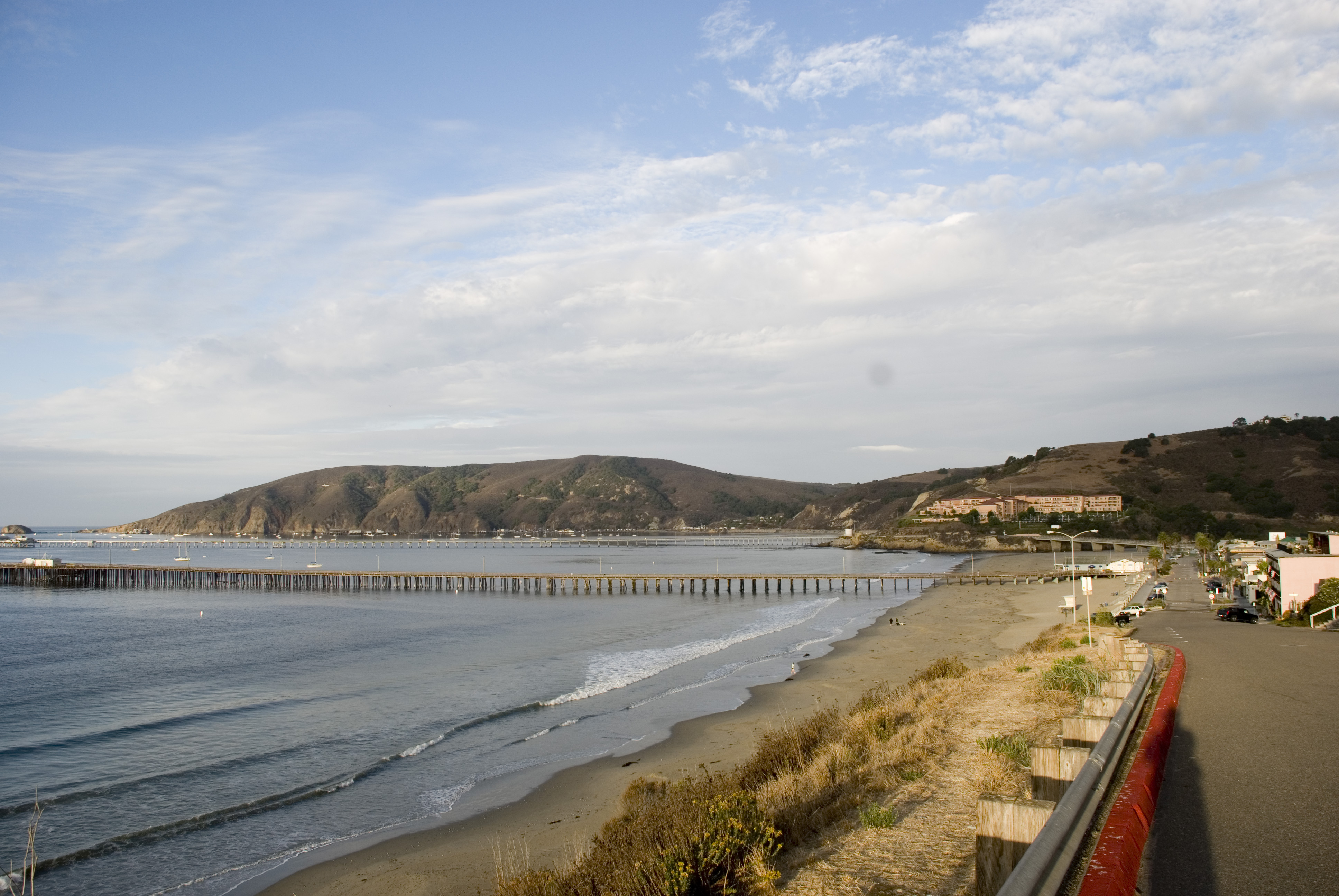
アビラ桟橋

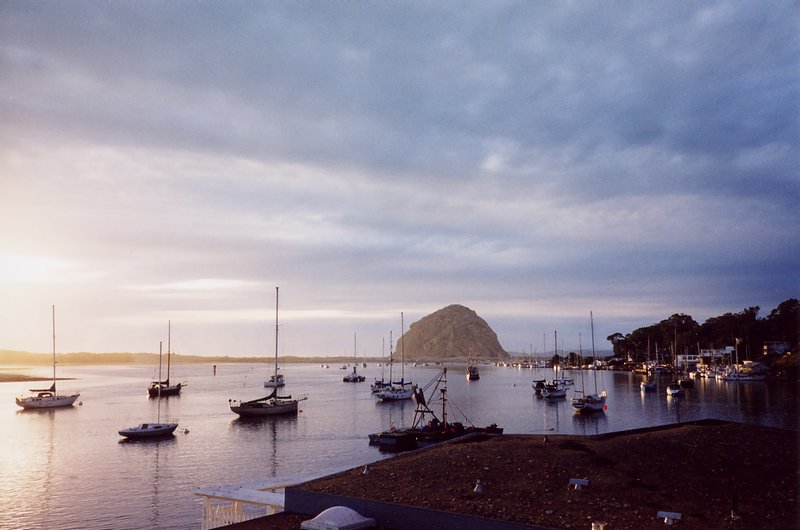
モロベイの船泊まり

サンシメオンの町は、新聞王ウィリアム・ランドルフ・ハーストが有名なハースト城を建設した丘陵の麓にある。その他海岸の町としては、サンルイスオビスポ市の北側にカンブリア、モロベイ、およびカユコスがあり、南側にはアビラビーチやアロヨグランデ、グロバービーチ、オセアノ、ピスモビーチおよびシェルビーチの5都市がある。この5都市の直ぐ南にあるニポモがサンタバーバラ郡との郡境である。内陸部のサリナス川沿いにパソロブレス、テンプルトンおよびアタスカデロの都市が有り、パソロブレスワイン生産地に近い。カンブリアの南には人口18人と州内で最も小さな町であるハーモニーがある。
| 都市               | 人口（人） |
| ------------------ | ---------- |
| サンルイスオビスポ | 48,160     |
| パソロブレス       | 28,953     |
| アタスカデロ       | 26,242     |
| アロヨグランデ     | 15,851     |
| グロバービーチ     | 13,067     |
| モロベイ           | 10,350     |
| ピスモビーチ       | 8,551      |

### 国勢調査指定地域（CDP）
| CDP                    | 人口（人） |
| ---------------------- | ---------- |
| ベイウッド＝ロスオソス | 14,351     |
| カンブリア             | 6,232      |
| カユコス               | 2,943      |
| レイクナシミエント     | 2,176      |
| ニポモ                 | 12,626     |
| オセアノ               | 7,260      |
| サンミゲル             | 1,427      |
| シャンドン             | 986        |
| テンプルトン           | 4,687      |

### 未編入の町
- アビラビーチ
- カリフォルニア・バレー
- チョラーメ
- ハルシオン
- ハーモニー
- ロスオソス
- ポゾ
- サンシメオン
- サンタマルガリータ

## 交通

### 主要高規格道路
- アメリカ国道101号線
- カリフォルニア州道1号線
- カリフォルニア州道41号線
- カリフォルニア州道46号線
- カリフォルニア州道58号線
- カリフォルニア州道166号線
- カリフォルニア州道227号線
- カリフォルニア州道229号線

### 公共交通
郡内および都市間交通はアムトラックの列車やグレイハウンドとオレンジベルト・ステージズのバスやが走っている。サンルイスオビスポ地域交通局が国道101号線沿いとモロ湾、ロスオソス、およびサンシメオンなど郡全体にバス便を運行している。
サンルイスオビスポ、アタスカデロおよびパソロブレスの各都市は独自のバス便を運行しており、それらは全てサンルイスオビスポ地域交通の経路に接続している。

### 空港
- サンルイスオビスポ郡地域空港が市の直ぐ南にある。ここから商業便が利用できる。
- パソロブレス市民空港はパソロブレス市の北東にあり、ここにはカリフォルニア・ハイウェイパトロールとカリフォルニア州消防部の事務所、およびエストレラ・ウォーバーズ博物館がある。

## 政治
サンルイスオビスポ郡は概してアメリカ合衆国大統領選挙や連邦議会選挙では共和党支持に傾く傾向にある。しかし、2008年の大統領選挙ではバラク・オバマが投票数の51,2%を得票した。これより前に民主党が過半数を取ったのは1964年のリンドン・B・ジョンソンだった。
連邦議会下院では、郡の海岸部は第23選挙区に入り、2010年時点で民主党議員が、内陸部は第22選挙区に入り、2010年時点で共和党議員が務めている。カリフォルニア州議会では下院の第33、上院の第15選挙区に入り、いずれも共和党議員が務めている。
2008年4月、カリフォルニア州州務省の報告では郡内の登録有権者総数は147,326人だった。このうち 61,226人 (41.6%)は共和党を、52,586人 (35.7%)は民主党を、8,030人 (5.4%)は他の政党を支持し、25,484人 (17.3%)は支持政党を表明しなかった。グロバービーチ、モロベイおよびサンルイスオビスポ市は多数あるいは過半数が民主党を支持し、郡内の他の市町村は共和党を支持している。

## 経済
郡経済の根幹はおよそ2万人の学生がいるカリフォルニア州立ポリテクニック大学であり、他に観光業と農業である。州内のワイン生産量ではソノマ郡とナパ郡に次いで第3位である。ワイン用ブドウは郡内最大の農産物であり、ワイン生産量が直接郡経済に影響し、さらにワインカントリーとして成長している観光産業にも影響を与えている
郡の経済は脱工業化経済と言うことができ、サービス産業経済と分類することもできる。
政府が「サービス職」と分類するところの就業者は全雇用者の38%であるが、実際のサービス業はさらに大きいはずである。政府関係職は20.7%であり、これもサービス業に分類できる。金融、保険および不動産業もサービス産業に分類できる。サービス業と小売業を合わせると郡内就業者の75%となる。製造業従事者は6%に満たない。

## 人口動態
以下は2000年国勢調査による人口統計データである。
| 基礎データ - 人口: 246,681人 - 世帯数: 92,739世帯 - 家族数: 58,611家族 - 人口密度: 29人/km2（75人/mi2） - 住居数: 102,275軒 - 住居密度: 12軒/km2（31/mi2） 人種別人口構成 - 白人: 84.60% - アフリカン・アメリカン: 2.03% - ネイティブ・アメリカン: 0.95% - アジア人: 2.66% - 太平洋諸島系: 0.12% - その他の人種: 6.21% - 混血: 3.44% - ヒスパニック・ラテン系: 16.29% - ドイツ系アメリカ人: 13.9% - イングランド系アメリカ人: 11.4% - アイルランド系アメリカ人: 9.7% - 先祖がアメリカ人: 6.1% - イタリア系アメリカ人: 5.7% 主たる言語による人口構成 - 英語: 85.7% - スペイン語: 10.7% | 年齢別人口構成 - 18歳未満: 21.7% - 18-24歳: 13.6% - 25-44歳: 27.0% - 45-64歳: 23.3% - 65歳以上: 14.5% - 年齢の中央値: 37歳 - 性比（女性100人あたり男性の人口） - 総人口: 105.6 - 18歳以上: 105.2 世帯と家族（対世帯数） - 18歳未満の子供がいる: 28.2% - 結婚・同居している夫婦: 50.4% - 未婚・離婚・死別女性が世帯主: 9.1% - 非家族世帯: 36.8% - 単身世帯: 26.0% - 65歳以上の老人1人暮らし: 10.3% - 平均構成人数 - 世帯: 2.49人 - 家族: 3.01人 収入と家計 - 収入の中央値 - 世帯: 42,428米ドル - 家族: 52,447米ドル - 性別 - 男性: 40,726米ドル - 女性: 27,450米ドル - 人口1人あたり収入: 21,864米ドル - 貧困線以下 - 対人口: 12.8% - 対家族数: 6.8% - 18歳未満: 11.4% - 65歳以上: 5.9% |